# Dragonexpeditionen 1835

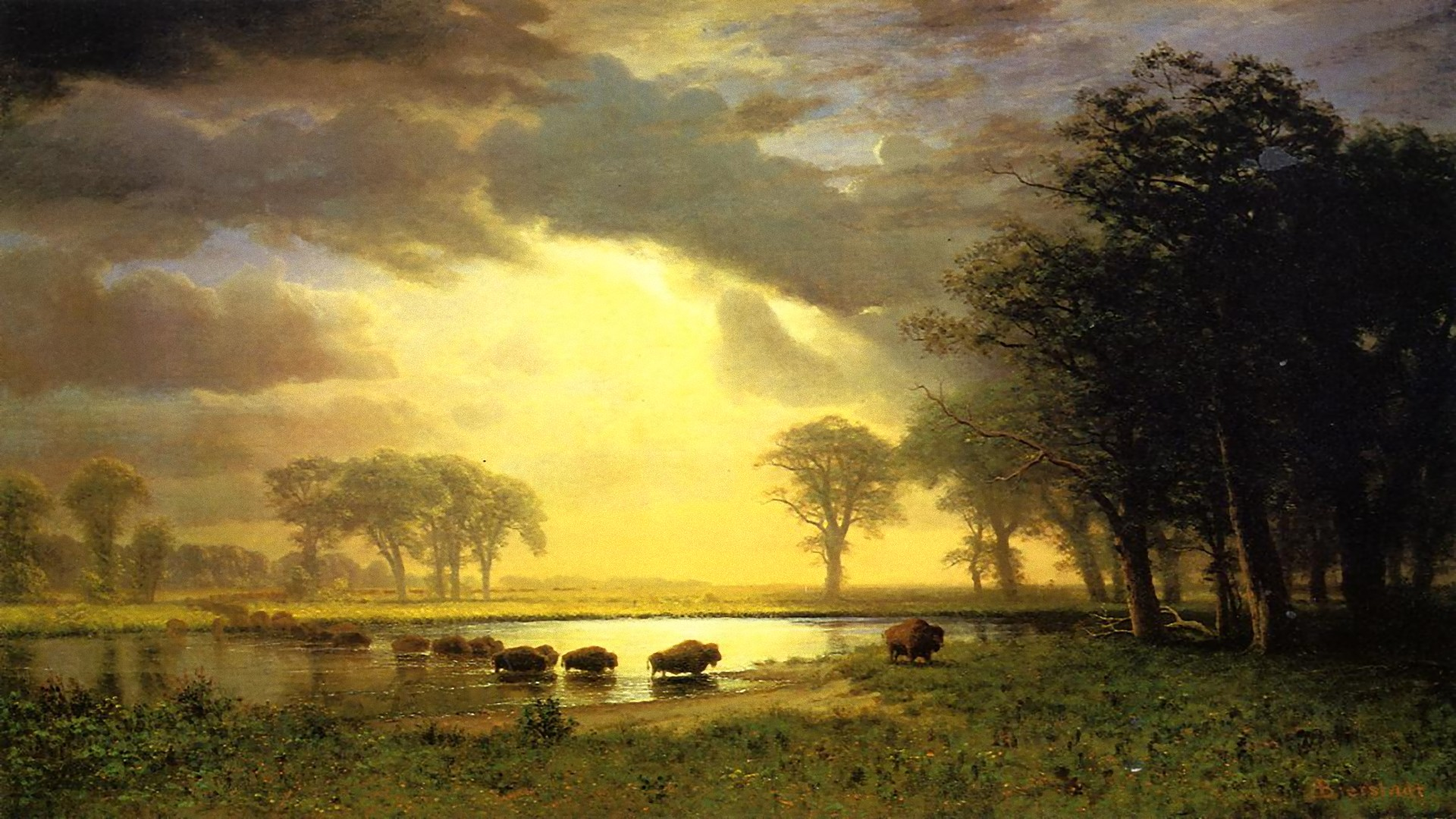
Bufflar som korsar en flod på prärien var en vanlig syn för dragonexpeditionen 1835. Målning av Albert Bierstadt.

Dragonexpeditionen 1835 var en officiell upptäcktsresa genomförd av Förenta Staternas armé till de centrala delarna av den stora amerikanska prärien under sommaren 1835.

## Sammansättning
Expeditionen bestod av den amerikanska arméns enda dragonregemente, vilket stod under befäl av överste Henry Dodge.

## Framryckning

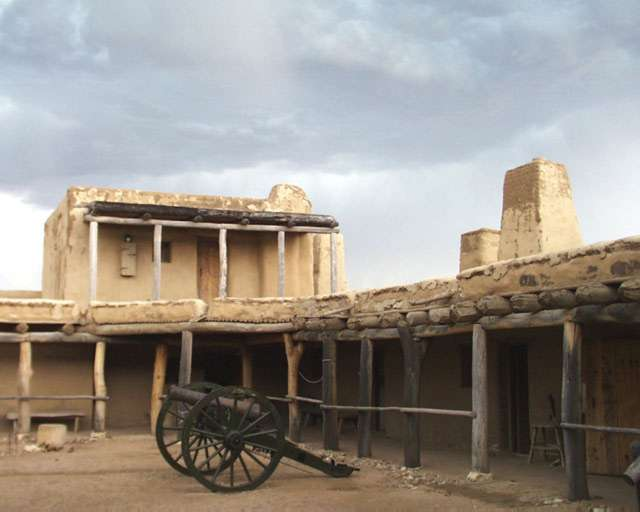
Det inre av Bent's Fort (modern rekonstruktion).

Expeditionen lämnade Fort Leavenworth i den 29 maj 1835. Den marscherade mot Platte River Expeditionen fortsatte sedan längs Klippiga Bergens förfjäll till Bent's Fort, dit de kom i början på augusti. Från Bent's Fort påbörjades marschen österut längs Santa Fe Trail. Council Grove nåddes i början på september och den 16 september var man tillbaka i Fort Leavenworth. Endast en dragon hade dött under expeditionen.

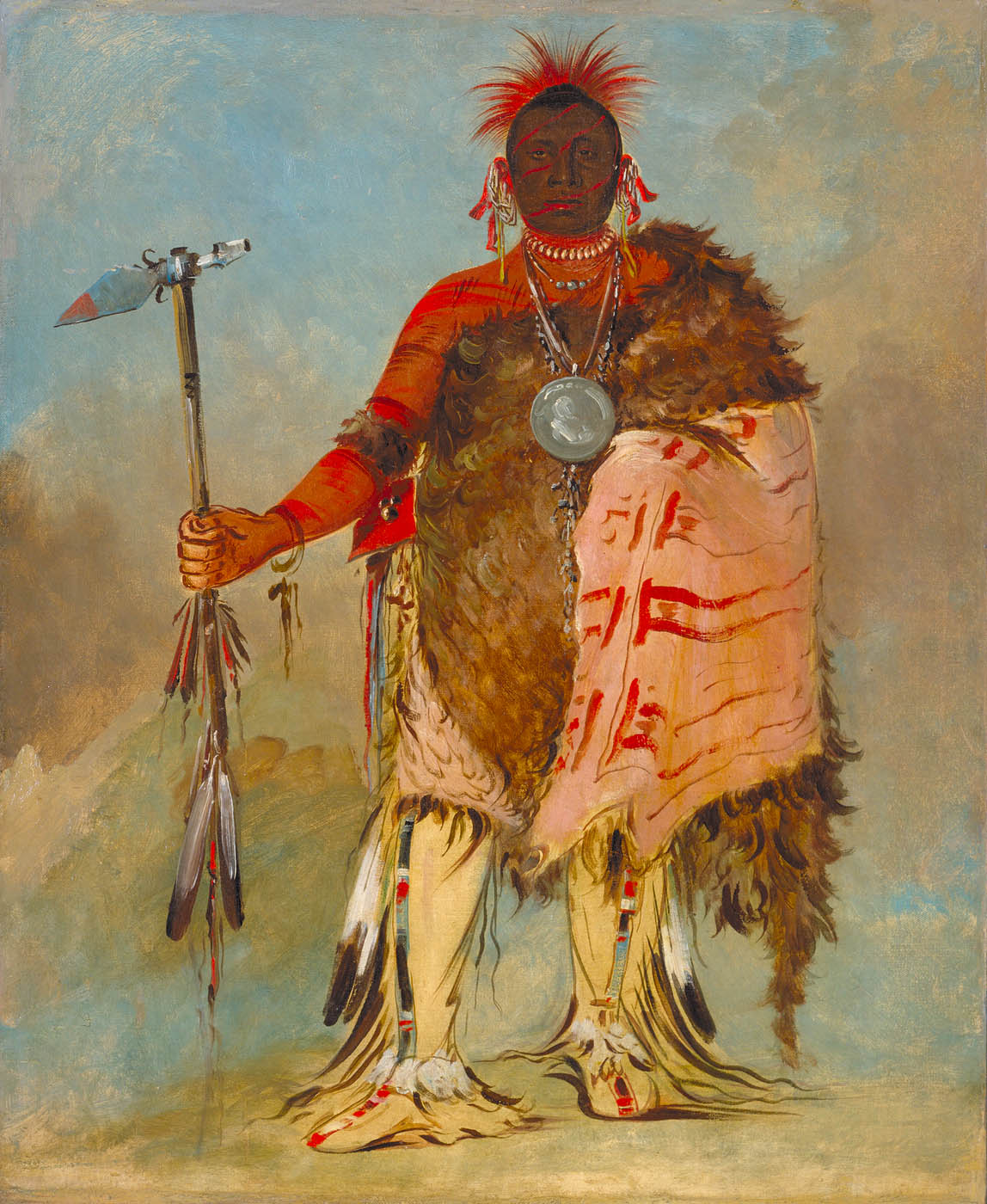
Big Elk var en omahaledare avbildad redan 1832 av George Catlin.

## Möte med indianer
Vid Plattefloden hölls möten med otoeindianer, omahaindianer, pawnee och arikara. Vid Bent's Fort höll expeditionens ledare rådslag med arapahoer, cheyenner, svartfotsindianer, gros ventre och andra prärieindianer. Det något orealistiska syftet med dessa möten var att stifta fred, få indianerna att sluta föra krig med varandra och få dem att låta bli att anfalla handelskaravaner längs Santa Fe Trail.